# 腊八斤大桥
腊八斤特大桥是中华人民共和国京昆高速公路四川雅安至西昌段跨越荥经县腊八斤沟的桥梁，全长1106米，由多孔T型梁桥和3个T形刚构组成的变截面连续刚构桥连接而成，双向分幅。刚构主桥的跨径组合为105+200+200+105m，其中间的10号墩高182.64米，2012年投入使用时是世界最高的T形刚构，虽然2013年即被多座新桥超越，但2014年底为止仍排在世界桥面高度前40名以内以及世界桥梁结构高度前90名以内。处于地震带的腊八斤桥按抗9度烈度设计，钢筋混凝土桥墩外叠合钢管骨架，钢管内灌注自密实C80混凝土，是中国桥梁史上首次采用此种工艺。